# (100491) 1996 VE31
(100491) 1996 VE31 es un asteroide perteneciente al cinturón de asteroides, descubierto el 3 de noviembre de 1996 por el equipo del Spacewatch desde el Observatorio Nacional de Kitt Peak, Arizona, Estados Unidos.

## Designación y nombre
Designado provisionalmente como 1996 VE31.

## Características orbitales
1996 VE31 está situado a una distancia media del Sol de 2,164 ua, pudiendo alejarse hasta 2,650 ua y acercarse hasta 1,678 ua. Su excentricidad es 0,224 y la inclinación orbital 6,593 grados. Emplea 1163 días en completar una órbita alrededor del Sol.

## Características físicas
La magnitud absoluta de 1996 VE31 es 17,4.